# Marin Romanski
Marin Romanski (in bulgaro Марин Романски?; Botevgrad, 8 marzo 1945) è un ex cestista bulgaro.

## Carriera
Con la Bulgaria ha disputato due edizioni dei Campionati europei (1973, 1975).